# Luiz Soares Vieira
Luiz Soares Vieira (ur. 2 maja 1937 w Conchas) – brazylijski duchowny rzymskokatolicki, w latach 1991–2012 arcybiskup Manaus.

## Życiorys
Święcenia kapłańskie przyjął 21 lutego 1960. 25 kwietnia 1984 został prekonizowany biskupem Macapá. Sakrę biskupią otrzymał 1 lipca 1984. 13 listopada 1991 został mianowany arcybiskupem Manaus. 12 grudnia 2012 przeszedł na emeryturę.